# Gassen (Biebergemünd)
Gassen ist ein ehemals eigenständiges Dorf, das heute einen Teil von Bieber bildet, das wiederum ein Ortsteil der Gemeinde Biebergemünd im Main-Kinzig-Kreis in Hessen ist.

## Geografische Lage
Gassen liegt auf einer Höhe von 233 m über NHN, 1 km östlich des historischen Ortskerns von Bieber.

## Geschichte

### Mittelalter
Die älteste Erwähnung des Dorfes stammt aus der Zeit um 1450. Es gehörte zum Amt Bieber, ein Lehen von Kurmainz an die Grafschaft Rieneck und die Grafschaft Hanau-Münzenberg, die es als Kondominat verwalteten. 

### Neuzeit
Nach 1559 war es ein Kondominat zwischen Kurmainz und Hanau-Münzenberg, dessen Teil des Kondominats weiter ein Lehen von Kurmainz war. Nach einem Tausch von Gebieten und Rechten gehörte es ab 1684 – wiederum als Lehen von Kurmainz – vollständig zu Hanau. 1736 starb mit Graf Johann Reinhard III. der letzte Graf von Hanau und die Grafschaft Hanau-Münzenberg fiel an die Landgrafschaft Hessen-Kassel (ab 1803: „Kurfürstentum Hessen“). 1821 kam es dort zu einer grundlegenden Verwaltungsreform. Das Amt Bieber – und damit auch Gassen – wurde dem neu gebildeten Landkreis Gelnhausen zugeschlagen. 

### Ortsfusionen und Gebietsreform
Ab 1895 bildete Gassen zusammen mit Büchelbach eine Gemeinde. Diese wurde später mit Bieber vereinigt, zu dem beide Dörfer auch kirchlich schon immer gehörten. 1971 wurde Bieber zusammen mit den Gemeinden Breitenborn/Lützel, Roßbach und Lanzingen im Zuge der Gebietsreform in Hessen zur (Groß-)Gemeinde Bieber zusammengeschlossen, die wiederum seit 1974 gemeinsam mit Biebergemünd die (neue) Gemeinde Biebergemünd bildet. Im gleichen Jahr ging der Kreis Gelnhausen im Main-Kinzig-Kreis auf.

## Historische Namensformen
- Gassze (um 1450)
- Gassen (1598)

## Einwohnerentwicklung
- 1598: 14 Haushaltungen
- 1895: 318 Einwohner (mit Büchelbach)